# Landkreis Deggendorf
Landkreis Deggendorf ligger midt i det  bayerske Regierungsbezirk Niederbayern på begge sider af floden Donau. Landkreisen grænser mod nord til  Landkreis Regen, mod øst til  Landkreis Freyung-Grafenau, i sydøst ligger  Landkreis Passau, i syd Landkreis Rottal-Inn, mod sydvest Landkreis Dingolfing-Landau og mod vest Landkreis Straubing-Bogen.

## Geografi
Landkreis Deggendorfs område er i nord og nordøst en del af Bayerischer Wald. I midten løber Donaufloden fra nordvest til sydøst gennem kreisområdet. Sydvest for  Deggendorf løber Isar, der kommer fra sydvest, ud i Donau. 
Det højeste bjerg i Landkreis Deggendorf er Einödriegel der er 1.120 meter højt, og ligger i  kommunen  Grafling; det lavest punkt er  Einöde Lenau i kommunen  Künzing med  303 moh.

## Byer og kommuner
Kreisen havde 119326  indbyggere pr.  2018-12-31

| Byer 1. Deggendorf, administrationsby (33585) 2. Osterhofen (11798) 3. Plattling (13043) Købsteder 1. Hengersberg (7802) 2. Metten (4180) 3. Schöllnach (4844) 4. Winzer (3846) Kommuner 1. Aholming (2238) 2. Auerbach (2106) 3. Außernzell (1433) 4. Bernried (4744) 5. Buchhofen (890) 6. Grafling (2795) 7. Grattersdorf (1279) 8. Hunding (1171) 9. Iggensbach (2114) 10. Künzing (3174) 11. Lalling (1552) 12. Moos (2364) 13. Niederalteich (1762) 14. Oberpöring (1169) 15. Offenberg (3385) 16. Otzing (2012) 17. Schaufling (1561) 18. Stephansposching (3176) 19. Wallerfing (1303) Verwaltungsgemeinschafte 1. Lalling (Kommunerne Grattersdorf, Hunding, Lalling og Schaufling) 2. Moos (Kommunerne Buchhofen og Moos) 3. Oberpöring (Kommunerne Oberpöring, Otzing og Wallerfing) 4. Schöllnach (Kommunerne Außernzell og Markt Schöllnach) |